# Каменка, Александр Борисович
Александр Каменка (фр. Alexandre Kamenka; при рождении Александр Борисович Каменка, 8 мая 1888, Одесса, Херсонская губерния, Российская империя — 3 декабря, 1969, Париж, Франция) — французский кинопродюсер, художник. 

## Биография
Александр Борисович Каменка родился в Одессе 8 мая 1888 в зажиточной семье. Его отец Борис Абрамович Каменка был банкиром и занимал пост председателя правления Азовско-Донского банка, симпатизировал кадетам и после революции 1917 года эмигрировал с семьей во Францию. Александр учился во Франции, говорил на нескольких языках. С детства мечтал стать актером. 
Во Франции карьера Александра Каменки в кино началась со встречи с Иосифом Ермольевым, основателем российской киностудии в парижском пригороде Монтрея, где собрался весь цвет российской кинематографической эмиграции. Именно после прихода Каменки и отъезда Ермольевой в Германию киностудия получила название «Альбатрос» (фр. Société des Films Albatros) где начали работать и французские авторы, среди которых были режиссеры Марсель Л'Эрбье и Марсель Карне.  
Жан Ренуар, который сотрудничал с ним при создании фильма «На дне»,  характеризовал его как человека влюблённого в кино, который к тому же зарекомендовал себя как первоклассный продюсер. После создания в 1936 году Французской синематеки Александр Каменка передал ее основателю Анри Ланглуа коллекцию немых фильмов «Альбатроса», которые составили костяк фондов будущего главного кинохранилища Франции. После появления звукового кино и закрытия «Альбатроса» Александр Каменка продолжал сотрудничать с Синематека и работать в кино: в частности, он был продюсером первой франко-советской ленты в постановке Жана Древиля «Нормандия — Неман». 
Прожив во Франции в эмиграции 30 лет, Александр Каменка смог посетить СССР только после смерти Сталина. 
Александр Каменка трижды, в 1947, 1949 и 1951 годах, входил в состав жюри Каннского международного кинофестиваля. 
Александр Каменка умер 3 декабря 1969 в Париже.